# 7e étape du Tour de France 2002
Pour un article plus général, voir Tour de France 2002.
La 7e étape du Tour de France 2002 a eu lieu le 13 juillet 2002 entre Bagnoles-de-l'Orne et Avranches sur une distance de 176 km. Elle a été remportée au sprint l'Australien Bradley McGee (Fdjeux.com) devant l'Estonien Jaan Kirsipuu (AG2R Prévoyance) et l'Espagnol Pedro Horrillo (Mapei-QuickStep). Igor González de Galdeano (ONCE-Eroski) conserve le maillot jaune à l'issue de l'étape.

## Classement de l'étape
| \| Classement de l'étape \| Classement de l'étape \| Classement de l'étape \| Classement de l'étape \| Classement de l'étape \| \| Coureur \| Coureur \| Pays \| Équipe \| Temps \| \| --------------------- \| --------------------- \| --------------------- \| --------------------- \| --------------------- \| \| 1er \| Bradley McGee \| Australie \| Fdjeux.com \| 4 h 10 min 56 s \| \| 2e \| Jaan Kirsipuu \| Estonie \| AG2R Prévoyance \| + 0 s \| \| 3e \| Pedro Horrillo \| Espagne \| Mapei-Quick Step \| + 0 s \| \| 4e \| Robbie McEwen \| Australie \| Lotto-Adecco \| + 0 s \| \| 5e \| Erik Zabel \| Allemagne \| Telekom \| + 0 s \| \| 6e \| Stuart O'Grady \| Australie \| Crédit Agricole \| + 0 s \| \| 7e \| Ján Svorada \| Tchéquie \| Lampre-Daikin \| + 0 s \| \| 8e \| Baden Cooke \| Australie \| Fdjeux.com \| + 0 s \| \| 9e \| Fred Rodriguez \| États-Unis \| Domo-Farm Frites \| + 0 s \| \| 10e \| Thor Hushovd \| Norvège \| Crédit Agricole \| + 0 s \| |                |            |                  |                 |
| |                |            |                  |                 |
| |                |            |                  |                 |
| Classement de l'étape |                |            |                  |                 |
| Coureur | Coureur        | Pays       | Équipe           | Temps           |
| 1er | Bradley McGee  | Australie  | Fdjeux.com       | 4 h 10 min 56 s |
| 2e | Jaan Kirsipuu  | Estonie    | AG2R Prévoyance  | + 0 s           |
| 3e | Pedro Horrillo | Espagne    | Mapei-Quick Step | + 0 s           |
| 4e | Robbie McEwen  | Australie  | Lotto-Adecco     | + 0 s           |
| 5e | Erik Zabel     | Allemagne  | Telekom          | + 0 s           |
| 6e | Stuart O'Grady | Australie  | Crédit Agricole  | + 0 s           |
| 7e | Ján Svorada    | Tchéquie   | Lampre-Daikin    | + 0 s           |
| 8e | Baden Cooke    | Australie  | Fdjeux.com       | + 0 s           |
| 9e | Fred Rodriguez | États-Unis | Domo-Farm Frites | + 0 s           |
| 10e | Thor Hushovd   | Norvège    | Crédit Agricole  | + 0 s           |

## Classement général
Au classement général le maillot jaune est toujours porté par l'Espagnol Igor González de Galdeano (ONCE-Eroski). Alors que Joseba Beloki est toujours second, avec la cassure de 27 secondes enregistrée dans le peloton sur la ligne d'arrivée, l'Américain Lance Armstrong (U.S. Postal Service) perd cinq places et se retrouve huitième. On retrouve sept coureurs de la ONCE aux sept premières places. Ferment la marche dans ce top 10 les deux coéquipiers de la CSC-Tiscali Tyler Hamilton et Andrea Peron.
| \| Classement général \| Classement général \| Classement général \| Classement général \| Classement général \| \| Coureur \| Coureur \| Pays \| Équipe \| Temps \| \| ------------------ \| ------------------------- \| ------------------ \| ------------------ \| ------------------ \| \| 1er \| Igor González de Galdeano \| Espagne \| ONCE-Eroski \| 27 h 39 min 59 s \| \| 2e \| Joseba Beloki \| Espagne \| ONCE-Eroski \| + 4 s \| \| 3e \| Jörg Jaksche \| Allemagne \| ONCE-Eroski \| + 12 s \| \| 4e \| Abraham Olano \| Espagne \| ONCE-Eroski \| + 22 s \| \| 5e \| Isidro Nozal \| Espagne \| ONCE-Eroski \| + 27 s \| \| 6e \| José Azevedo \| Portugal \| ONCE-Eroski \| + 28 s \| \| 7e \| Marcos Serrano \| Espagne \| ONCE-Eroski \| + 30 s \| \| 8e \| Lance Armstrong \| États-Unis \| US Postal Service \| DQ \| \| 9e \| Tyler Hamilton \| États-Unis \| CSC-Tiscali \| + 53 s \| \| 10e \| Andrea Peron \| Italie \| CSC-Tiscali \| + 53 s \| |                           |            |                   |                  |
| |                           |            |                   |                  |
| |                           |            |                   |                  |
| Classement général |                           |            |                   |                  |
| Coureur | Coureur                   | Pays       | Équipe            | Temps            |
| 1er | Igor González de Galdeano | Espagne    | ONCE-Eroski       | 27 h 39 min 59 s |
| 2e | Joseba Beloki             | Espagne    | ONCE-Eroski       | + 4 s            |
| 3e | Jörg Jaksche              | Allemagne  | ONCE-Eroski       | + 12 s           |
| 4e | Abraham Olano             | Espagne    | ONCE-Eroski       | + 22 s           |
| 5e | Isidro Nozal              | Espagne    | ONCE-Eroski       | + 27 s           |
| 6e | José Azevedo              | Portugal   | ONCE-Eroski       | + 28 s           |
| 7e | Marcos Serrano            | Espagne    | ONCE-Eroski       | + 30 s           |
| 8e | Lance Armstrong           | États-Unis | US Postal Service | DQ               |
| 9e | Tyler Hamilton            | États-Unis | CSC-Tiscali       | + 53 s           |
| 10e | Andrea Peron              | Italie     | CSC-Tiscali       | + 53 s           |

## Classements annexes
| Classement par points | Classement par points | Classement par points | Classement par points | Classement par points |
| Coureur               | Coureur               | Pays                  | Équipe                | Points                |
| --------------------- | --------------------- | --------------------- | --------------------- | --------------------- |
| 1er                   | Erik Zabel            | Allemagne             | Telekom               | 172 pts               |
| 2e                    | Robbie McEwen         | Australie             | Lotto-Adecco          | 167 pts               |
| 3e                    | Baden Cooke           | Australie             | Fdjeux.com            | 118 pts               |
| 4e                    | Jaan Kirsipuu         | Estonie               | AG2R Prévoyance       | 110 pts               |
| 5e                    | Stuart O'Grady        | Australie             | Crédit Agricole       | 104 pts               |

| Classement par points | Classement par points | Classement par points | Classement par points | Classement par points |
| Coureur               | Coureur               | Pays                  | Équipe                | Points                |
| --------------------- | --------------------- | --------------------- | --------------------- | --------------------- |
| 1er                   | Erik Zabel            | Allemagne             | Telekom               | 172 pts               |
| 2e                    | Robbie McEwen         | Australie             | Lotto-Adecco          | 167 pts               |
| 3e                    | Baden Cooke           | Australie             | Fdjeux.com            | 118 pts               |
| 4e                    | Jaan Kirsipuu         | Estonie               | AG2R Prévoyance       | 110 pts               |
| 5e                    | Stuart O'Grady        | Australie             | Crédit Agricole       | 104 pts               |

| Classement de la montagne | Classement de la montagne | Classement de la montagne | Classement de la montagne | Classement de la montagne |
| Coureur                   | Coureur                   | Pays                      | Équipe                    | Points                    |
| ------------------------- | ------------------------- | ------------------------- | ------------------------- | ------------------------- |
| 1er                       | Christophe Mengin         | France                    | Fdjeux.com                | 39 pts                    |
| 2e                        | Stéphane Bergès           | France                    | AG2R Prévoyance           | 26 pts                    |
| 3e                        | Ludo Dierckxsens          | Belgique                  | Lampre-Daikin             | 15 pts                    |
| 4e                        | Patrice Halgand           | France                    | Jean Delatour             | 12 pts                    |
| 5e                        | Franck Renier             | France                    | Bonjour                   | 9 pts                     |

| Classement de la montagne | Classement de la montagne | Classement de la montagne | Classement de la montagne | Classement de la montagne |
| Coureur                   | Coureur                   | Pays                      | Équipe                    | Points                    |
| ------------------------- | ------------------------- | ------------------------- | ------------------------- | ------------------------- |
| 1er                       | Christophe Mengin         | France                    | Fdjeux.com                | 39 pts                    |
| 2e                        | Stéphane Bergès           | France                    | AG2R Prévoyance           | 26 pts                    |
| 3e                        | Ludo Dierckxsens          | Belgique                  | Lampre-Daikin             | 15 pts                    |
| 4e                        | Patrice Halgand           | France                    | Jean Delatour             | 12 pts                    |
| 5e                        | Franck Renier             | France                    | Bonjour                   | 9 pts                     |

| Classement du meilleur jeune | Classement du meilleur jeune | Classement du meilleur jeune | Classement du meilleur jeune    | Classement du meilleur jeune |
| Coureur                      | Coureur                      | Pays                         | Équipe                          | Temps                        |
| ---------------------------- | ---------------------------- | ---------------------------- | ------------------------------- | ---------------------------- |
| 1er                          | Isidro Nozal                 | Espagne                      | ONCE-Eroski                     | 27 h 40 min 26 s             |
| 2e                           | David Millar                 | Royaume-Uni                  | Cofidis-Le Crédit par Téléphone | + 1 min 13 s                 |
| 3e                           | Ivan Basso                   | Italie                       | Fassa Bortolo                   | + 1 min 14 s                 |
| 4e                           | Denis Menchov                | Russie                       | iBanesto.com                    | + 2 min 01 s                 |
| 5e                           | Santiago Pérez               | Espagne                      | Kelme-Costa Blanca              | + 2 min 24 s                 |

| Classement du meilleur jeune | Classement du meilleur jeune | Classement du meilleur jeune | Classement du meilleur jeune    | Classement du meilleur jeune |
| Coureur                      | Coureur                      | Pays                         | Équipe                          | Temps                        |
| ---------------------------- | ---------------------------- | ---------------------------- | ------------------------------- | ---------------------------- |
| 1er                          | Isidro Nozal                 | Espagne                      | ONCE-Eroski                     | 27 h 40 min 26 s             |
| 2e                           | David Millar                 | Royaume-Uni                  | Cofidis-Le Crédit par Téléphone | + 1 min 13 s                 |
| 3e                           | Ivan Basso                   | Italie                       | Fassa Bortolo                   | + 1 min 14 s                 |
| 4e                           | Denis Menchov                | Russie                       | iBanesto.com                    | + 2 min 01 s                 |
| 5e                           | Santiago Pérez               | Espagne                      | Kelme-Costa Blanca              | + 2 min 24 s                 |

| Classement par équipes | Classement par équipes          | Classement par équipes | Classement par équipes |
| Équipe                 | Équipe                          | Pays                   | Temps                  |
| ---------------------- | ------------------------------- | ---------------------- | ---------------------- |
| 1re                    | ONCE-Eroski                     | Espagne                |                        |
| 2e                     | CSC-Tiscali                     | Danemark               | + 1 min 36 s           |
| 3e                     | US Postal Service               | États-Unis             | + 2 min 31 s           |
| 4e                     | Fassa Bortolo                   | Italie                 | + 4 min 53 s           |
| 5e                     | Cofidis-Le Crédit par Téléphone | France                 | + 5 min 06 s           |

| Classement par équipes | Classement par équipes          | Classement par équipes | Classement par équipes |
| Équipe                 | Équipe                          | Pays                   | Temps                  |
| ---------------------- | ------------------------------- | ---------------------- | ---------------------- |
| 1re                    | ONCE-Eroski                     | Espagne                |                        |
| 2e                     | CSC-Tiscali                     | Danemark               | + 1 min 36 s           |
| 3e                     | US Postal Service               | États-Unis             | + 2 min 31 s           |
| 4e                     | Fassa Bortolo                   | Italie                 | + 4 min 53 s           |
| 5e                     | Cofidis-Le Crédit par Téléphone | France                 | + 5 min 06 s           |